# Gavin Hassett
Gavin Hassett (Saint John, 13 de julio de 1973) es un deportista canadiense que compitió en remo.
Participó en tres Juegos Olímpicos de Verano, obteniendo una medalla de plata en Atlanta 1996, en la prueba de cuatro sin timonel ligero, el séptimo lugar en Sídney 2000 y el quinto en Atenas 2004, en la misma prueba.
Ganó dos medallas en el Campeonato Mundial de Remo, en los años 1993 y 2002.

## Palmarés internacional
| Juegos Olímpicos   | Juegos Olímpicos         | Juegos Olímpicos  | Juegos Olímpicos          |
| Año                | Lugar                    | Medalla           | Prueba                    |
| ------------------ | ------------------------ | ----------------- | ------------------------- |
| 1996               | Atlanta (Estados Unidos) | Medalla de plata  | Cuatro sin timonel ligero |
| Campeonato Mundial |                          |                   |                           |
| Año                | Lugar                    | Medalla           | Prueba                    |
| 1993               | Račice (República Checa) | Medalla de oro    | Ocho con timonel ligero   |
| 2002               | Sevilla (España)         | Medalla de bronce | Cuatro sin timonel ligero |